# Moda de rua japonesa
A moda de rua japonesa refere-se a vários estilos de roupas modernas contemporâneas no Japão. Criada a partir de uma mistura de marcas de moda locais e estrangeiras, a moda de rua japonesa tende a ter seu próprio estilo distinto, sendo algumas consideradas extremas e vanguardistas, com semelhanças com os estilos de alta-costura vistos nas passarelas europeias.

## História
Já na década de 1950, havia algumas marcas voltadas especialmente para a moda de rua, como a Onitsuka Tiger (agora conhecida como ASICS).
Além disso, o surgimento de uma forte cultura jovem nas décadas de 1960 e 1970 que continua até hoje (especialmente em Harajuku, um distrito de Shibuya, Tóquio) impulsiona muito o desenvolvimento de novos estilos, looks e subculturas da moda. A ascensão do consumismo, que desempenhou um papel importante no "caráter nacional" do Japão durante seu boom econômico na década de 1980, continua a influenciar as compras de moda, mesmo após o estouro da bolha econômica na década de 1990. Esses fatores resultam na rápida rotatividade e variabilidade em estilos populares em qualquer época. 
Em 2003, o Hip hop japonês, que há muito estava presente na cena club underground de Tóquio, influenciou a indústria da moda mainstream.  A popularidade da música foi tão influente que os jovens de Tóquio imitaram suas estrelas favoritas do hip hop, desde a maneira como se vestem com roupas grandes até a pele bronzeada. 
Embora extremamente populares na década de 1990 e no início dos anos 2000, muitas tendências experimentaram um nivelamento no final dos anos 2000 em diante; a ascensão e queda de muitas dessas tendências foi narrada por Shoichi Aoki desde 1997 na revista de moda Fruits, que era uma revista notável para a promoção da moda de rua no Japão. 

## Indústria da moda e marcas populares

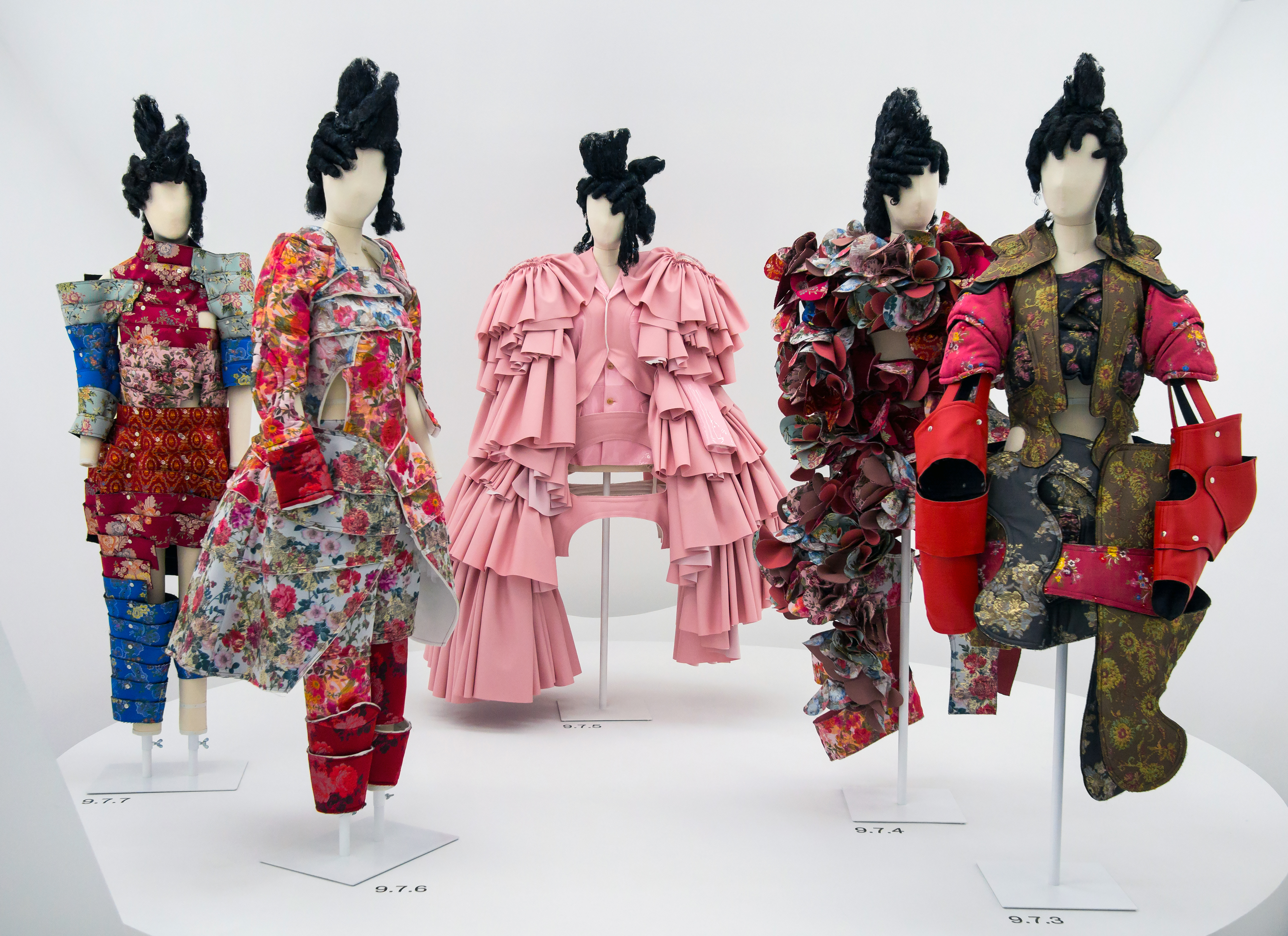
Roupas Comme des Garçons em exibição no Metropolitan Museum of Art

Embora a moda de rua japonesa seja conhecida por sua combinação de diferentes estilos e gêneros, e não haja uma única marca procurada que possa atrair consistentemente todos os grupos de moda, a enorme demanda criada pela população consciente da moda é alimentada e apoiada por A vibrante indústria da moda do Japão. Issey Miyake, Yohji Yamamoto e Comme des Garçons são frequentemente consideradas as três marcas fundamentais da moda japonesa. Juntos, eles foram particularmente reconhecidos como uma força da moda japonesa no início dos anos 1980 por seu uso intensivo de cores monocromáticas e design de ponta.
Os motivos sociais que impulsionam a interação e o envolvimento nas escolhas pessoais de moda e nos movimentos de moda mais amplos no Japão são complexos. Em primeiro lugar, a quantidade comparativamente grande de renda disponível disponível para a juventude japonesa é significativa; muitos argumentam que isso foi, historicamente, possível devido a um maior grau de jovens japoneses morando em casa com seus pais por muito mais tempo do que em outros países, reduzindo o custo de vida e, assim, possibilitando maiores gastos com roupas. 
O Japão também é conhecido por seu consumo significativo de marcas de luxo estrangeiras. Segundo dados de 2006, o Japão consumia 41% de todos os bens de luxo do mundo.  A linha azul da Burberry está entre as mais bem-sucedidas nessa área.
A moda de rua japonesa influencia a Costa Oeste dos Estados Unidos.  Marcas de moda sofisticadas, como Comme des Garçons, têm desempenhado um papel importante na indústria global desde a década de 1980, especialmente por meio de design cruzado frequente com outras marcas. Em 2008, Rei Kawakubo projetou para Louis Vuitton  e H&M.  A Harajuku Fashion ficou em 5º lugar no campo da moda na Pesquisa Google do ano em 2019. 

## Moda de rua japonesa moderna
Embora os estilos tenham mudado ao longo dos anos, a moda de rua ainda é proeminente em Tóquio hoje. Jovens adultos podem frequentemente ser encontrados vestindo trajes da subcultura em grandes distritos da moda urbana, como Harajuku (Ura-Harajuku), Ginza, Odaiba, Shinjuku e Shibuya.

### Lolita

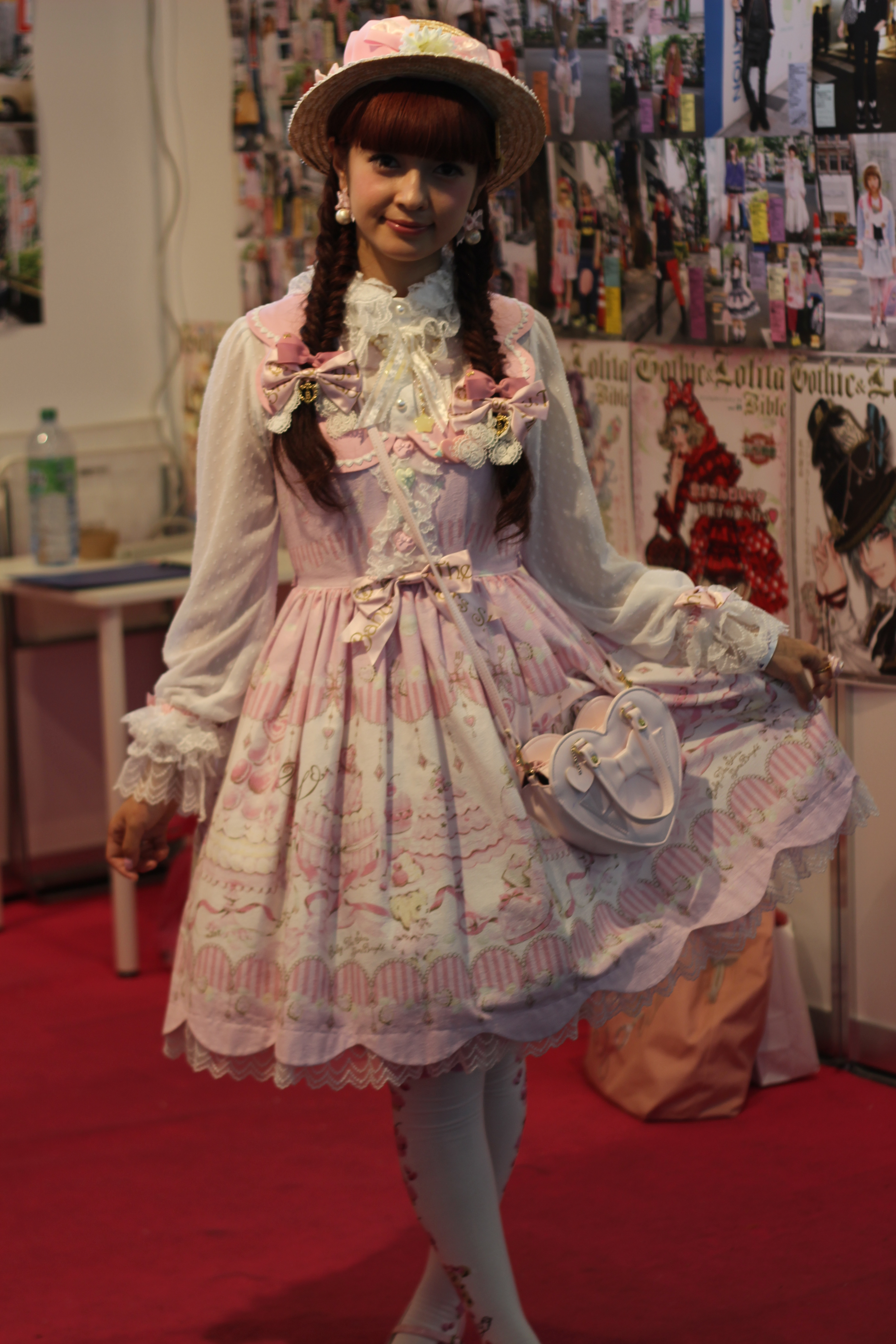
Sweet Lolita

Contendo muitos temas diferentes dentro de seus limites, Lolita se tornou um dos estilos maiores e mais reconhecidos na moda de rua japonesa e ganhou seguidores em todo o mundo. Saias ou vestidos são geralmente usados na altura do joelho ou abaixo dela, com anáguas por baixo para dar volume. Blusas ou tops são rendados ou babados no estilo vitoriano ou rococó. O comprimento das meias ou meias pode ir do tornozelo até a altura da coxa e pode ser rematado com renda. Os usuários desse estilo de moda costumam usar Mary Janes, sapatos de festa do chá ou botas. Os subestilos mais conhecidos dentro da moda Lolita são os seguintes:
- Gothic Lolita - Lolita com forte influência do estilo gótico oriental e vitoriano. Muitas vezes caracterizado por cores escuras e acessórios adornados com motivos como esqueletos, morcegos, aranhas e outros 'ícones' góticos populares, como personagens de filmes de Tim Burton. Portões de ferro vitorianos e projetos arquitetônicos também são frequentemente vistos em estampas de vestidos. Bonés, cocares retangulares e broches são acessórios populares para Gothic Lolita.
- Sweet Lolita - o estilo mais infantil, caracterizado principalmente por filhotes de animais, temas de contos de fadas e trajes inocentes e infantis. Foi originalmente inspirado nas roupas infantis vitorianas e na cultura kawaii que é muito prevalente no Japão. As cores pastel são frequentemente usadas, embora alguns vestidos ou saias também possam apresentar cores mais escuras ou suaves. Grandes arcos de cabeça, bolsas fofas e bichos de pelúcia são acessórios populares para Sweet Lolita.
- Classic Lolita - um sub-estilo que mais se assemelha à moda histórica das eras rococó ou vitoriana. As cores que são usadas neste look são geralmente suaves, dando assim a este sub-estilo uma sensação mais madura. Estampas florais e cores sólidas são comuns, embora estampas mais sofisticadas também não sejam inéditas. Pequenos arcos de cabeça, gorros, cocares retangulares e buquês de cabelo são acessórios populares para Classic Lolita.
- Punk Lolita - um estilo experimental, misturando as influências do Punk com Lolita. Às vezes pode parecer desconstruído ou louco, mantendo a maior parte da "silhueta Lolita".
- Ouji - também conhecido como 'estilo menino', são as contrapartes mais masculinas de lolita, influenciadas pelas roupas dos meninos vitorianos. As 'calças príncipe', que são calças curtas estilo capri cortadas no joelho, geralmente com algum tipo de detalhe (como punhos com bordas de renda) são comumente usadas com blusas masculinas, cartolas, meias até o joelho e outros acessórios. [11]

### Gyaru

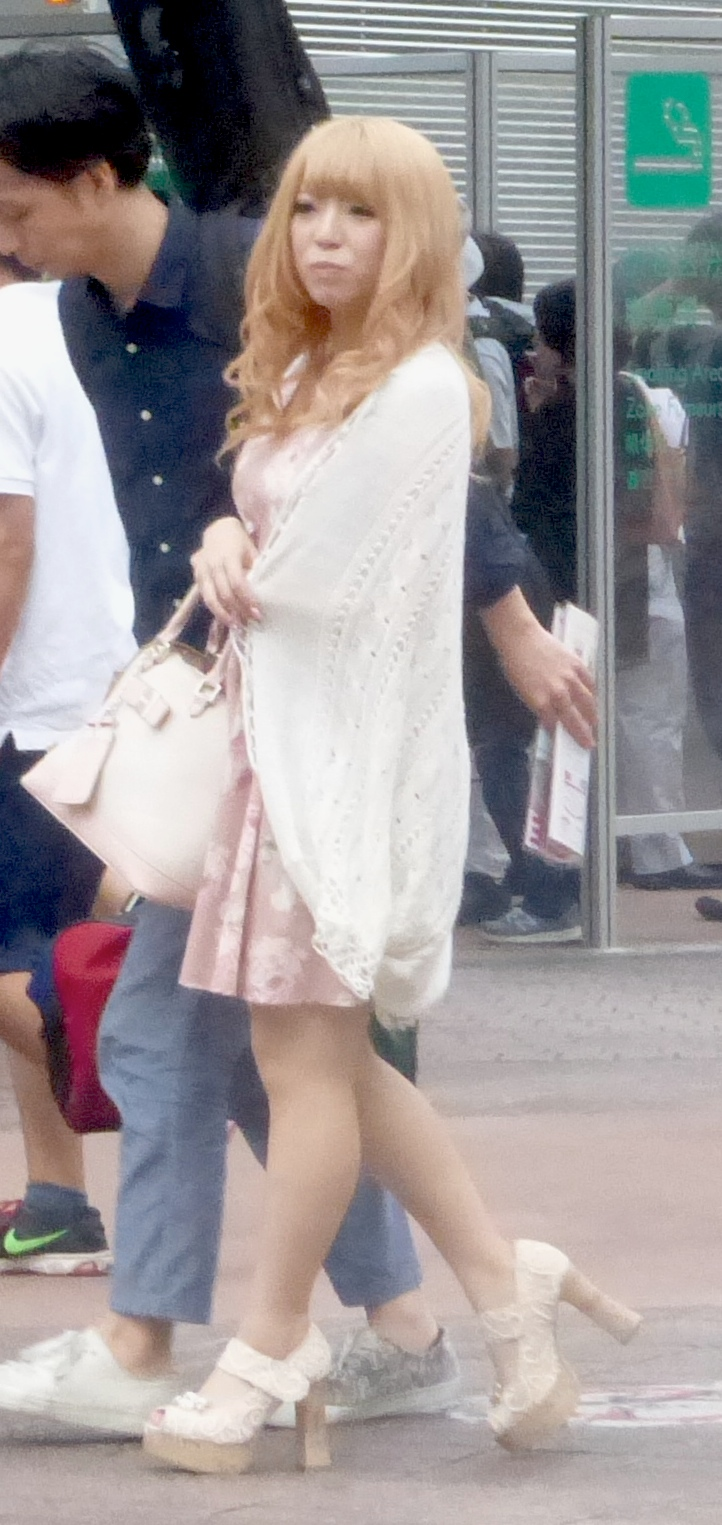
Gyaru

Gyaru (às vezes conhecido como Ganguro, na atualidade, uma subcategoria de gyaru), é um tipo de moda de rua japonesa que se originou na década de 1970. Gyaru se concentra no estilo glam feminino, enfatizando a beleza feita pelo homem, como perucas, cílios postiços e unhas postiças. Gyaru também é fortemente inspirado pela moda ocidental.

### Ganguro

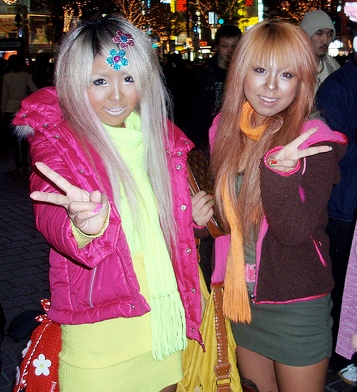
Duas garotas ganguro em Tóquio, abril de 2008

O estilo Ganguro da moda de rua japonesa tornou-se popular entre as garotas japonesas no início dos anos 1990 e atingiu o pico no início dos anos 2000. Ganguro cai na subcultura maior da moda gyaru. Ganguro normalmente inclui roupas de cores vivas, minissaias e sarongues tingidos. O estilo ganguro consiste em cabelos descoloridos, bronzeado profundo, cílios postiços, delineador preto e branco, pulseiras, brincos, anéis, colares e sapatos plataforma.
Muitas pessoas consideram Namie Amuro a figura principal do estilo ganguro . Exatamente após suas aparições públicas com a pele bronzeada e cabelos tingidos, muitas japonesas começaram a seguir seu exemplo. Os termos "Yamanba" e "Manba" referem-se aos extremos do estilo Ganguro . No entanto, os entusiastas dos estilos Yamanba e Manba consideram ganguro como uma "versão fácil" de seu estilo. Hoje em dia, o nome 'Yamanba' foi encurtado para 'Manba'. 

### Kogal

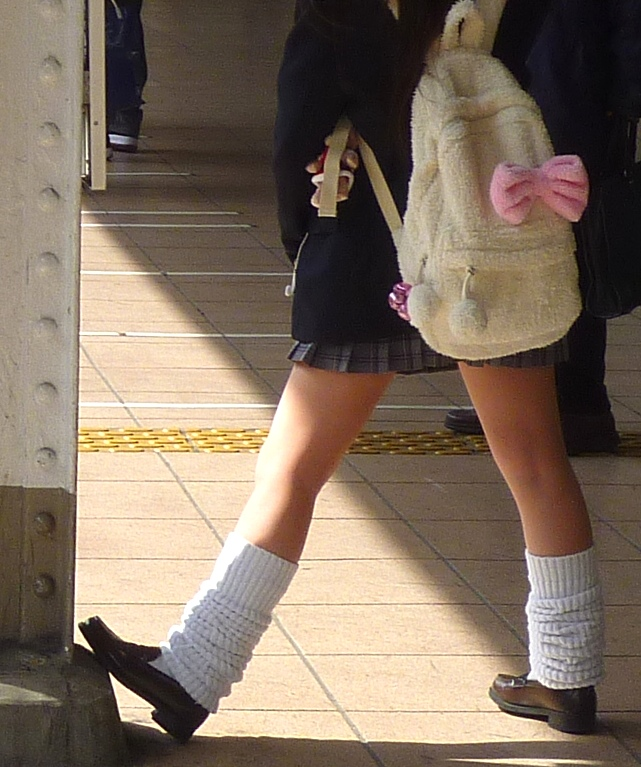
Um kogal identificado por suas meias soltas e saia curta

O visual Kogal (Kogyaru) é baseado em um uniforme de colégio, mas com uma saia mais curta, meias soltas, e muitas vezes cabelos tingidos e um lenço também. Os membros do estilo Kogal às vezes se referem a si mesmos como Gyaru (garotas). Esse estilo foi destaque na década de 1990 e começou a ganhar popularidade novamente desde o final de 2020.

### Bōsōzoku

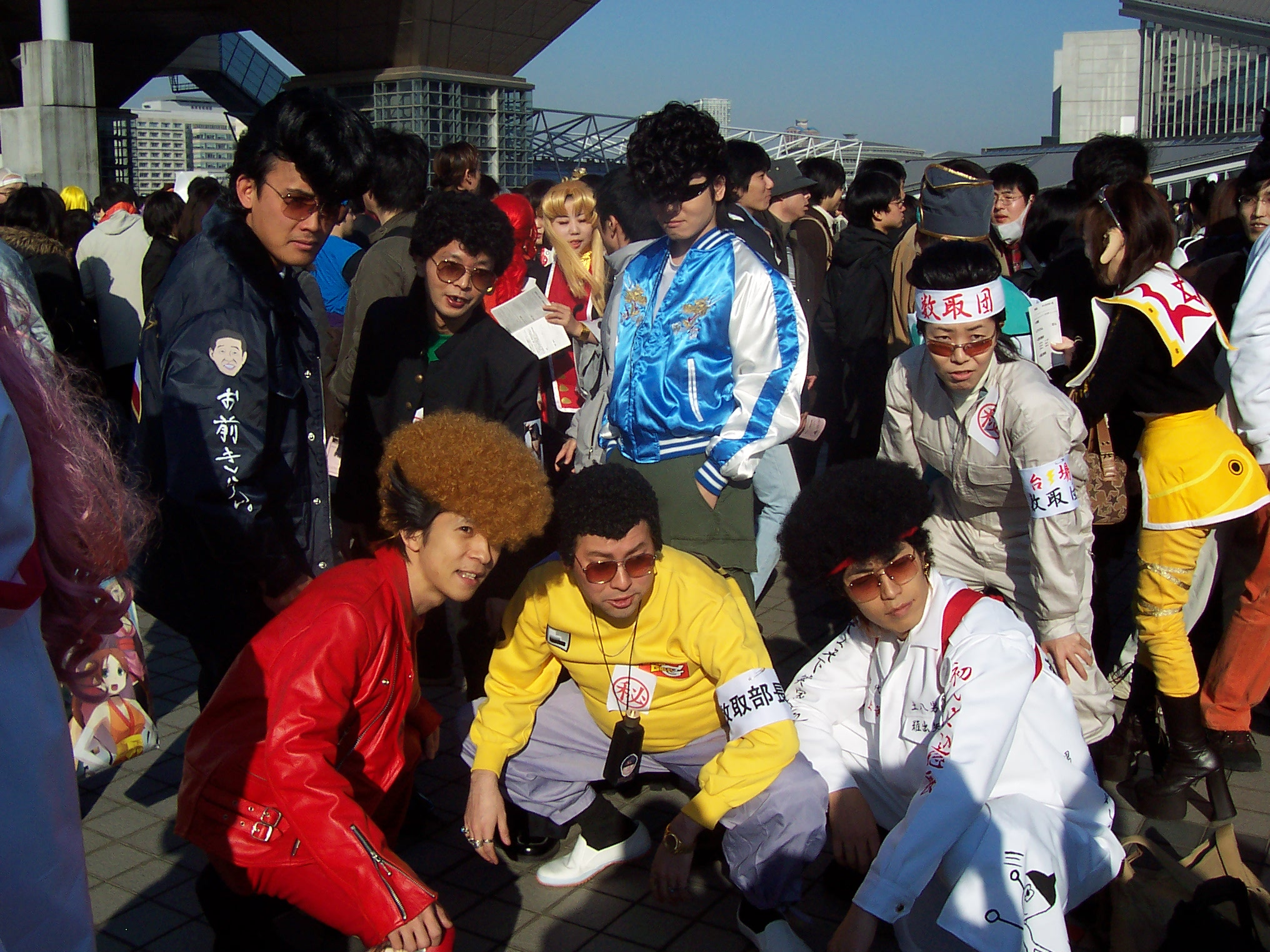
Cosplayers japoneses vestidos com roupas estilo bōsōzoku

Embora a moda bōsōzoku não tenha sido amplamente popular desde a década de 1990, o visual estereotipado Bōsōzoku é frequentemente retratado e até caricaturado em muitas formas de mídia japonesa, como anime, mangá e filmes. O membro típico bōsōzoku é frequentemente representado em um uniforme que consiste em um macacão como os usados pelos trabalhadores braçais ou um tokko-fuku (特攻服) , um tipo de sobretudo militar com slogans em kanji. Geralmente são usados abertos, sem camisa por baixo, exibindo torsos enfaixados e calças largas combinando enfiadas dentro de botas de cano alto.

### Decora Kei

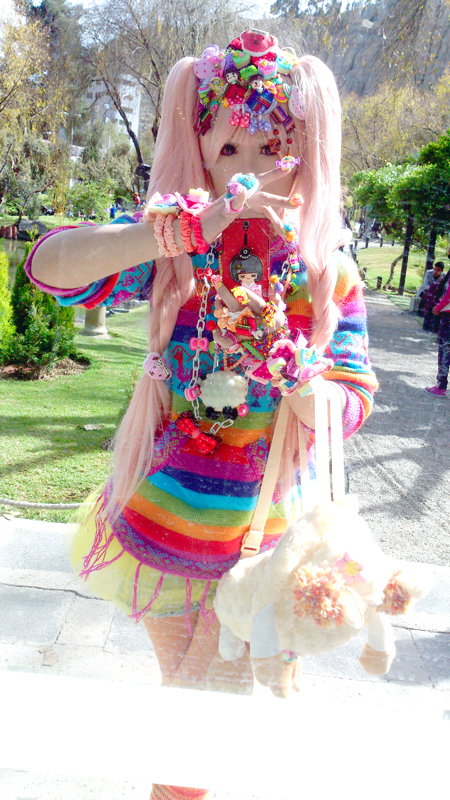
Exemplo de moda Decora

O estilo Decora Kei se originou no final dos anos 1990/início dos anos 2000 e ganhou grande popularidade dentro e fora do Japão. É exemplificado pela cantora Kyary Pamyu Pamyu, que ganhou destaque na cena da moda de Harajuku antes de sua estreia musical. Os usuários geralmente seguem paletas de cores para suas decorações, exemplos incluindo Pink Decora, Red Decora, Dark Decora e Rainbow Decora. Uma camisa simples e um moletom eram frequentemente usados com saias curtas tipo tutu. O cabelo (muitas vezes usado em rabos de cavalo baixos com franja longa) e a própria maquiagem tendem a ser bastante simples. No entanto, a parte mais significativa do Decora Kei é empilhar várias camadas de acessórios fofos até que a franja e o cabelo da frente fiquem pouco visíveis. Meias, polainas, aquecedores de braço e meias até o joelho também são usados uns sobre os outros em diferentes camadas. Detalhes comuns também incluem estampas de oncinha e máscaras estampadas. Desde então, o estilo diminuiu em popularidade, mas ainda tem muitos seguidores em todo o mundo.

### VisualKei

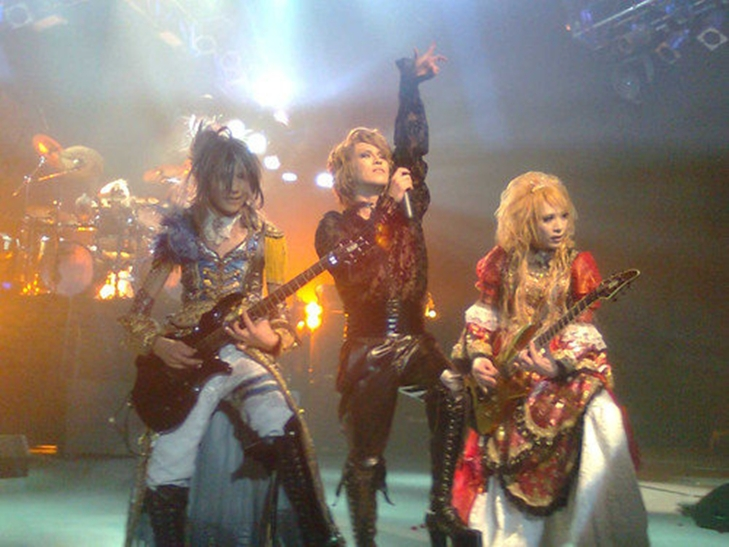
Banda visual kei Versailles

Visual Kei é um estilo criado em meados da década de 1980 por músicos japoneses que consiste em maquiagem marcante, estilos de cabelo incomuns e figurinos extravagantes, semelhantes ao glam rock e glam metal ocidentais. A androginia também é um aspecto popular do estilo. Alguns dos artistas mais conhecidos e influentes do estilo incluem X Japan, Luna Sea, Versailles, The Gazette, Mejibray, Royz, L'Arc en Ciel, Antic Cafe, Malice Mizer e Diaura.

### Oshare Kei
Oshare Kei é o lado oposto de Visual Kei, com cores vivas e muitas impressões pop. Dito isto, as bandas deste estilo fazem jus ao significado vestindo-se com trajes coloridos, ou em Decora ou Pop Kei style; muitos são vistos com grandes quantidades de joias e sacolas com personagens de anime e animais pendurados, muitos grampos de cabelo coloridos e maquiagem mais leve. A música soa mais feliz, as letras são mais leves e alegres. Bandas incluem An Cafe, Panic Channel, Ichigo69, Lolita23q, SuG, Delacroix, LM.C, e Aicle.

### Angura Kei
Angura Kei é uma moda japonesa obscura que é frequentemente associada a um subgênero do Visual Kei. O termo deriva da pronúncia japonesa de "underground", que se refere às suas origens no teatro underground. As roupas tendem a ser fortemente influenciadas por elementos tradicionais japoneses, bem como pela era Showa (1926-1989), mas com um toque gótico. A maquiagem geralmente consiste em shironuri e é escura e pesada. Embora o quimono seja o mais comum usado pelo artista visual kei, o estilo também costuma apresentar uniformes escolares japoneses modificados. Os motivos e acessórios têm como tema o Japão do pós-guerra e o ocultismo.

### Cult PartyKei
Cult Party Kei, em homenagem à loja Harajuku Cult Party (agora conhecida como a Virgin Mary), é um estilo popular no início dos anos 2010 e é baseado em artefatos religiosos ocidentais, como cruzes ou bíblias. Aspectos comuns incluem cruzes de arame, camadas de tecido em cores suaves, muita renda creme, laços de cetim e estampas de bíblias. A maquiagem e o penteado não são tão exagerados quanto outros estilos. Cult Party Kei é frequentemente usado com maquiagem de aparência natural, sem maior ênfase nos olhos e penteados simples com rosas. Cult Party Kei é considerado por alguns como um subconjunto de Dolly Kei.

### DollyKei
Dolly Kei é um estilo baseado na visão japonesa da Idade Média e dos contos de fadas europeus, especialmente os irmãos Grimm e Hans Christian Andersen. Inclui muitas roupas de estilo vintage e às vezes tem símbolos religiosos. Grimoire é uma loja no Japão que foi descrita como "a loja pioneira por trás da cena da moda Dolly- kei ". 

### FairyKei
Fairy Kei é um estilo jovem baseado na moda dos anos 80 que evoca um sentimento sonhador e nostálgico. As roupas são feitas de cores pastel, anjos, brinquedos e motivos geralmente fofos e elementos e acessórios de linhas de brinquedos ocidentais dos anos 1980 e início dos anos 1990, como Polly Pocket, My Little Pony, Strawberry Shortcake, Rainbow Brite, Popples, Lady Lovely Locks, Barbie, Wuzzles e Ursinhos Carinhosos. O cabelo em tons pastel é comum, embora o cabelo natural também seja popular, e os penteados geralmente são mantidos simples e decorados com qualquer coisa fofa ou pastel; arcos são um tema comum. Alguns itens comuns usados em uma coordenada Fairy kei incluem suéteres vintage, cardigãs, jaquetas do time do colégio, tutus, minissaias, meias, meias acima do joelho, tênis e sapatos de festa do chá. O termo "Fairy Kei " originou-se da revista chamada Zipper (apesar da crença comum de que Sayuri Tabuchi [Tavuchi], o dono da loja de moda de Tóquio Spank!, foi o criador acidental do estilo). 

### Mori Kei
Mori Kei (mori significa "floresta") usa camadas de roupas macias e folgadas, como vestidos esvoaçantes e cardigãs. Dá ênfase aos tecidos naturais (algodão, linho, lã) e acessórios feitos à mão ou vintage com um tema da natureza. O esquema de cores tende a ser leve e neutro, mas padrões como guingão e florais também podem ser usados. Em termos de penteados, franja (muitas vezes enrolada) e tranças são muito populares. O estilo é semelhante ao Dolly Kei, pois o objetivo é criar uma aparência de boneca, mas de uma maneira mais casual e terrena.

### Peeps
Peeps é um estilo gótico esportivo inspirado nos anos 90 que foi popularizado na cena underground de Harajuku pela revista online PEEPS. Foi eleita uma das grandes tendências para 2020 na previsão anual de tendências da revista feminina japonesa Mery. 

### Estilo quimono
Apesar da natureza generalizada das roupas ocidentais no Japão, a moda japonesa ainda é influenciada pelas roupas tradicionais, com as pessoas ainda usando o quimono na vida cotidiana, embora a maioria das pessoas o use apenas para casamentos, formaturas e outras ocasiões formais.
Apesar do número fortemente reduzido de pessoas vestindo quimono como roupa cotidiana, a geração mais jovem no Japão ainda pode ser vista misturando quimono e estilo moderno na moda, usando calçados e acessórios modernos em vez do típico geta e kanzashi normalmente usados. Existem até designers modernos que usaram o quimono como inspiração, como a coleção "TANZEN" do estilista Issey Miyake. 

### Sem gênero
Em meados da década de 2010, a moda sem gênero se espalhou e se concentrou em pessoas que usavam roupas que não estavam de acordo com o gênero atribuído. A subcultura é dominada principalmente por homens, onde são conhecidos como "homens sem gênero".

## Estilistas em destaque nas semanas de moda internacionais
- O trabalho de Tomoko Yamanaka foi apresentado na London Fashion Week de 2010. [18]